# Ceste
Ceste so naselje v Občini Rogaška Slatina.